# Bierbrouwerij Hoeksche Waard
Bierbrouwerij Hoeksche Waard is een bierfirma die is opgericht in 1999 door 4 vrienden (Jan Wolfs, Piet Dronk, Johan Beekman en Rob van der Jagt) die ieder al als amateurbrouwer bezig waren. Het bier werd in eerste instantie gebrouwen bij De Proefbrouwerij te Hijfte (België), daarna bij Brouwerij De Leckere te Utrecht.  Hun eerste bier werd gepresenteerd in Grand-Café Het Oude Postkantoor te Oud-Beijerland. 
In 2000 is het bedrijf doorgestart door Jan Wolfs, Rob van der Jagt en Kees Ammerlaan. Zij zijn samen verantwoordelijk voor de regionale bekendheid die het Hoeksche Bier op dit moment geniet. 
Eind 2007 verlaten Jan en Rob het bedrijf. De familie Ammerlaan zet het bedrijf vanaf 2008 alleen voort.

## Biersoorten
- Hoeksch 1300, 8%
- Hoeksch Eiken, 6.5%
- Hoeksch Speciaal, 6,2%
- Hoeksch Molen, 6,9%
- Hoeksch Winter, 9,3%
- Hoeksch Wit, 5%